# سیرت جلال‌الدین مینکبرنی
کتاب سیرت جلال الدین منکبرنی از منابع دست اول و ارزشمند تاریخی قرن ۷ هجری قمری محسوب می‌شود. این کتاب که توسط شهاب الدین محمد نسوی منشی سلطان جلال الدین خوارزمشاه نگارش شده‌است به روایت رخدادهای حمله چنگیزخان به ایران و مناسبات او با سلطان محمد خوارزمشاه و سپس اقدامات فرزندش می‌پردازد.

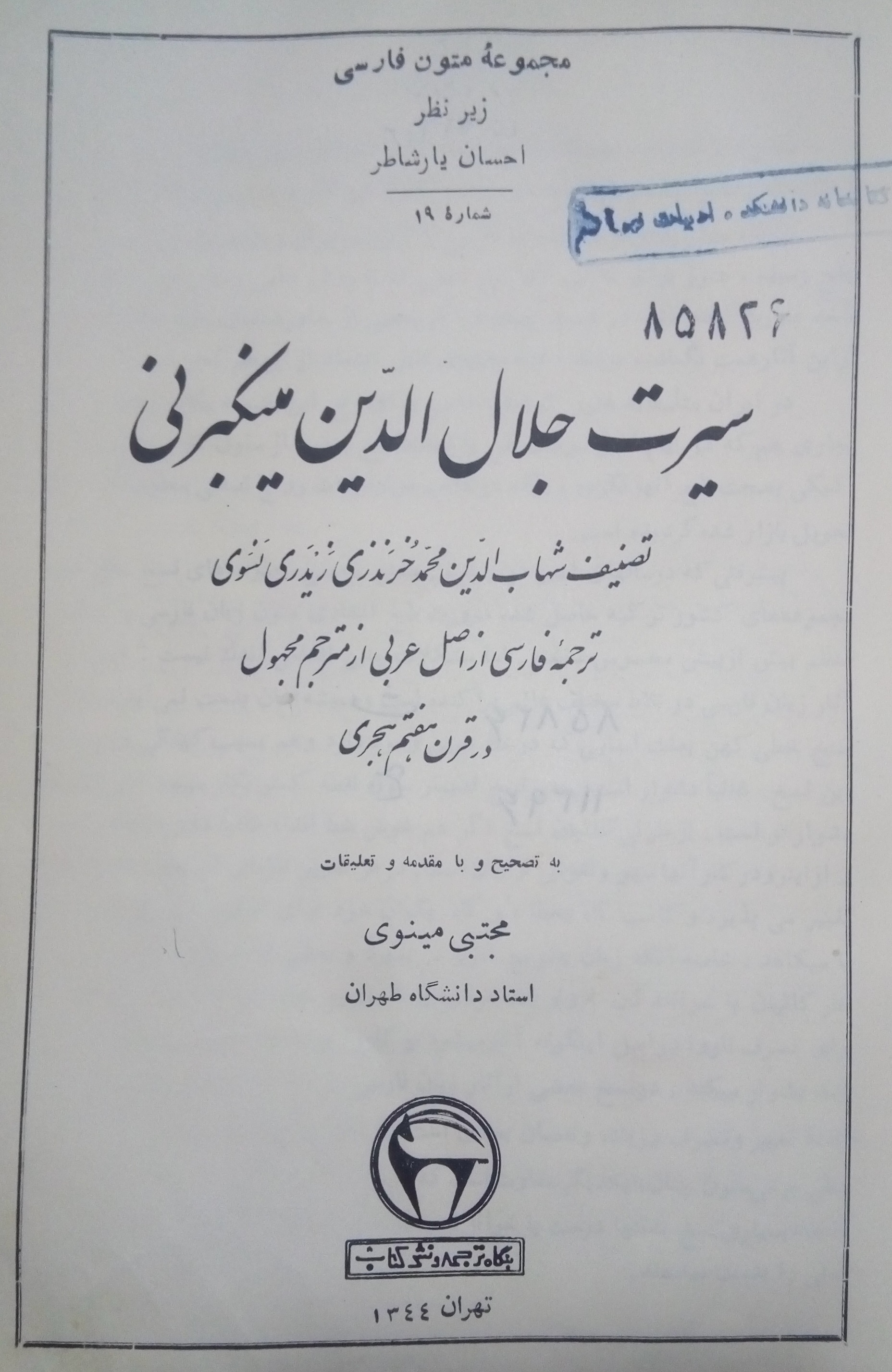
جلال الدین مینکبرنی

## مشخصات کتاب‌شناسی
از شهاب الدین محمد نسوی دو اثر نفثه‌المصدور (اصالتا به زبان فارسی) و سیرت جلال الدین مینکبرنی به جا مانده‌است. کتاب سیرت جلال الدین در اصل به زبان عربی نوشته شد و در همان قرن نیز به زبان فارسی ترجمه گردید (احتمالا حدود سال ۶۸۰ هجری قمری). هویت مترجم کتاب ناشناس است اما به دلیل نزدیکی زمانی نسبت به اصل کتاب، خود منبع دست اول ارزشمندی محسوب می‌شود. از نسخه فارسی ترجمه شده یک اثر موجود بوده که مرحوم مجتبی مینوی استاد فقید دانشگاه تهران آن را در سال ۱۳۲۹ هجری شمسی در کتابخانه شخصی یکی از استادان دانشگاه استانبول یافته و سپس تصحیح کرده‌است. نسخه تصحیح شده کتاب نیز در سال ۱۳۴۴ه‍.ش توسط بنگاه ترجمه و نشر کتاب منتشر گردید. دو نسخه خطی نیز از متن عربی در کتابخانه ملی پاریس و کتابخانه موزه بریتانیا موجود می‌باشد که متعلق به قرن هفتم هجری قمری است.

## دوره زمانی کتاب
همان‌طور که بیان شد نویسنده کتاب شهاب الدین محمد نسوی منشی سلطان جلال الدین خوارزمشاه است که حدود هفت سالی در دستگاه دیوانی او خدمت کرد و از نزدیک شاهد رخدادها، مناسبات و جنگهای آخرین خوارزمشاه بود. چنگیزخان مغول در سال ۶۱۵ ه‍.ق حمله خود را با هدف از میان بردن سلطان محمد خوارزمشاه آغاز کرده بود. در ایام پس از مرگ سلطان محمد مامویت تعقیب جلال از طرف چنگیزخان صادر شده بود. جلال در سال ۶۲۰ هجری پس از دو سال تجهیز قوا از هند به ایران بازگشت تا آخرین امید مقاومت در برابر مغولان روشن زنده بماند. شهاب الدین در سال ۶۲۲ ه‍.ق به درگاه جلال الدین در آذربایجان پیوست و تا اندکی پیش از زمان ناپدید شدن و احتمالاً مرگ او در سال ۶۲۸ هجری همراه او بوده‌است. شهاب الدین پس از مرگ سلطان مدتی در خدمت ملک مظفر ایوبی و سپس وزارت حسام الدین برکه خان خوارزمی رسید و احتمالاً تا سال ۶۳۹ مشغول نوشتن کتاب سیرت بود.

## نویسنده کتاب
محمد بن احمد بن علی بن محمد منشی از خانواده اعیانی بوده که خاندان او صاحب قلعه ای کوهستانی در خراسان به نام خرندز در نزدیکی شهر زیدر از ولایت نسا بودند. در فصلی از کتاب او کیفیت پیوستن خود به درگاه جلال الدین را در سال ۶۲۲ هجری و منشی شدن خود را شرح می‌دهد: پس از مرگ سلطان محمد خوارزمشاه، عماد الدین محمد ولایت نسا را بدست گرفت. شهاب الدین نیز در نزد اختیارالدین فرزند عمادالدین به خدمت مشغول شد. اختلافات نصرت الدین و غیاث الدین پیرشاه (برادر سلطان جلال الدین) باعث شد که نسوی به عنوان سفارت به نزد پیرشاه برود و از نسا خارج شود. نسوی سپس در آذربایجان به خدمت سلطان پیوست و در سال‌های ۶۲۲–۶۲۴ دیوان کتابت و انشا را به عهده گرفت.

## معرفی کتاب
کتاب سیرت جلال الدین مینکبرنی در ۸۹ بخش مختلف نوشته شده‌است. هر بخش کتاب از یک صفحه تا حدود هفت صفحه را در بر می‌گیرد. همان‌طور که ذکر شد اصل کتاب به عربی است که ترجمه فارسی آن توسط مترجم ناشناسی در همان سالها انجام گرفته‌است و این نسخه از سایر نسخه‌های عربی موجود از نظر نزدیکی به متن اصلی و انسجام برتری دارد. بخش نخست کتاب با عنوان ذکر تاتاران و منشأ کار ایشان آغاز می‌شود. در این بخش نویسنده به معرفی خاستگاه مغول‌ها پرداخته‌است. در بخشهای بعدی نیز به ابتدای زندگی چنگیز و فتوحات او در مغولستان می‌پردازد اما اطلاعات او در این زمینه چندان دقیق به نظر نمی‌رسد و منابع و شنیده‌های او دقت مورخانه لازم را ندارد. اما نویسنده در بخش‌های بعدی به ترتیب زمانی رخدادهای زمینه‌ساز حمله چنگیزخان را شرح می‌دهد از جمله بخش ۱۵ کتاب با عنوان «ذکر ورود رسولان چنگیزخان بعد از قتل آن جماعت». نویسنده به نامه چنگیز به محمد پس از واقعه کشتار بازرگانان بدست ینال خان حاکم اترار اشاره کرده: «... اگر می‌گویی که ینال خان بی امر و فرمان تو چنین کاری کرده‌است او را به من تسلیم کن تا جزا فعل او بدهم». در ادامه شهاب الدین دلیل امتناع سلطان از تسلیم حاکم خود را معذوریت خویشاوندی سلطان با امرا و حاکمان معرفی می‌کند و نیز از احتمال ترس و ضعف خوارزمشاه در نزد چنگیز دانسته‌است. بنابر این هرچه به زمان زیست نویسنده نزدیک می‌شویم دقت روایت‌ها بیشتر می‌گردد تا زمانی که به حوادثی پرداخته می‌شود که تنها شهاب الدین به عنوان منشی روایت گر رویدادهای زمان جلال الدین است. از بخش ۴۰ کتاب با عنوان «ذکر طلوع جلال الدین از هند» اختصاصاً شرح جلال الدین آغاز می‌گردد. در باب ۷۳ نویسنده از مأموریت خود به نزد اسماعیلیان الموت گفته و باب ۸۸ و ۸۹ نیز اختصاص به عاقبت سلطان و ذکر برخی از صفات او دارد. در توصیف جلال الدین نویسنده چنین معرفی می‌نماید: «مردی اسمر (گندمگون)، کوتاه بالا، ترک شکل ترکی گوی بود، احیانا (گاهی) به پارسی گفتی… از تمامت لشکر دلیرتر بود و حلمی تمام داشت، به هر چیز غضب نکردی و دشنام ندادی».

## روایت سرانجام سلطان از زبان شهاب الدین نسوی
جلال الدین آخرین سنگر مقاومت و چشم امید مردم در مقابل سیل مغولان بود. به ویژه آن که شکست مغولان در دشت پروان از جلال الدین که اولین و آخرین پیروزی ایرانیان بر مغولان او را تبدیل به قهرمان نجات بخش کرده بود اما به رغم شایستگی‌های نظامی به دلیل عدم اتخاذ تدابیر سیاسی درست نتوانست ورق را برگرداند. این کتاب در باب پایان و فرجام زندگی او نزدیکترین منبع از میان منابع تاریخی است. شهاب الدین در بخش ۸۸ می‌نویسد: «آنگه سلطان بر کوه رفت و کردان راه‌ها را بسته بودند و او را گرفتند و غارت کردند… و چون خواستند که بکشند با بزرگ ایشان گفت: من سلطانم، در کار من شتاب مکن، بعد از آن تو مخیری، خواهی مرا پیش ملک مظفر شهاب الدین غازی بر، او خود ترا به جایزه غنی کند و اگر خواهی مرا به بعضی از شهرهای من برسان تا ملکی شوی. آن مرد در رسانیدن او به بعضی از بلاد رغبت کرد، و او را پیش قوم و قبیله خود برد، و پیش زن خود گذاشت و رفت که اسپان خود را از کوه بیاورد و در اثنای غیبت او کردی دون بیامد، حربه ای در دست، به زن گفت: این خوارزمی کیست؟ چرا او را نمی‌کشید؟ گفت: شوی من او را امان داده‌است و دانسته که سلطان است. کرد گفت: چگونه باور داشتید که او سلطان است؟ مرا به اخلاط برادری کشته شد که به از وی بود. پس حربه بر وی زد و به یک ضربه روح او را به فردوس رسانید». اما نکته مهم این است که نسوی بعد از غافلگیری اردوی سلطان در زمان حمله نهایی مغولان از جلال الدین جدا شده و پس از سه روز به آمد و سپس به آذربایجان و میافارقین رفته‌است. از این رو روایت او از مرگ سلطان مورد تردید است.